# Christoph Gudermann
Christoph Gudermann (Vienenburg, 25 marzo 1798 – Münster, 25 settembre 1852) è stato un matematico tedesco, noto per aver introdotto la funzione gudermanniana e il concetto di convergenza uniforme, e per essere l'insegnante di Karl Weierstrass, che fu fortemente influenzato dal corso di Gudermann sulle funzioni ellittiche nel 1839-1840.

## Biografia
Gudermann nacque a Vienenburg. Era figlio di un insegnante e divenne insegnante dopo aver studiato all'Università di Gottinga, dove il suo consigliere accademico era Karl Friedrich Gauss. Iniziò la sua carriera di insegnante a Kleve e poi si trasferì in una scuola a Münster.
Gudermann introdusse il concetto di convergenza uniforme in un documento del 1838 sulle funzioni ellittiche, ma lo osservò solo informalmente, né lo formalizzò né lo usò nelle sue dimostrazioni.
Le sue ricerche sulla geometria sferica e le funzioni speciali si concentrarono su particolari casi. La funzione gudermanniana, o l'ampiezza iperbolica, prende il nome da lui.